# Megalomya hepialivora
Megalomya hepialivora là một loài tò vò trong họ Ichneumonidae.